# 窑头村窑群址
窑头村窑群址，位于中国广东省湛江市廉江市营仔镇窑头村，为湛江市廉江市的一个市级文物保护单位，类型为古遗址，公布时间为1991年6月20日。
窑头村窑群址的历史年代为唐、宋。